# Ърнест Поате
Ърнест Марш Поате (на английски: Ernest Marsh Poate) е американски лекар, психиатър, адвокат и писател на детективски романи.

## Биография
Роден е на 10 октомври 1884 г. в Йокохама, Япония, в семейството на Томас Поате (1848 – 1924) и Бел Поате (1847 – 1896).
Поате посещава гимназия Шърман и гимназия Джеймстаун. Учи медицина в Медицинския колеж в Ню Йорк от 1901 до 1906 г. През 1906 той получава докторска степен. През 1911 г. става един от учредителите на Нюйоркското психоаналитично общество.
Умира на 1 февруари 1935 година в Саутърн Пайнс, Северна Каролина, на 51-годишна възраст.